# Флаг Балеарских островов
Флаг Балеарских островов  — официальный флаг автономного сообщества Испании, расположенного на одноименном архипелаге в Средиземном море. Флаг утвержден в 1983 году на основе Саньеры — флага Королевства Арагон, частью которого на протяжении долгого времени были Балеарские острова.

## История
Официально Флаг включен в Устав Автономного сообщества Балеарские острова органическим законом 2/1983 от 1 марта 1983 года. Позже в Устав вносились поправки Органическими законами 9/1994 и 3/1999, которые не затронули структуру флага.
Статья 6 Устава Балеарских островов гласит, что Флаг Балеарских островов состоит из исторически обусловленных отличительных символов: четыре красные полосы на жёлтом фоне и белый замок с пятью башнями на фиолетовом фоне в левом верхнем углу. При этом каждый остров может иметь свой собственный флаг и отличительные символы, утверждённые советом острова.
Устав не определяет конкретные оттенки цветов флага, поэтому жёлтый, красный и фиолетовый могут отличаться на различных флагах. Также Уставом не задается четкая конструкция замка и его исполнение может существенно отличаться на различных флагах. Как правило замок представляют как стену, на которой пять башен идут в ряд и центральная немного выше остальных.
Проект Устава автономии Балеарских островов 1931 года, написанный в годы Второй Испанской Республики, но в конечном итоге не утвержденный, гласил, что флагом сообщества станет древний флаг Королевства Мальорка. Нынешний флаг Балеарских островов не соответствует правилам геральдики.